# NIAGARA CM SPECIAL Vol.1 3rd Issue 30th Anniversary Edition
『NIAGARA CM SPECIAL Vol.1 3rd Issue 30th Anniversary Edition』（ナイアガラシーエムスペシャル・ヴォリュームワン・サード・イシュー・サーティス・アニバーサリー・エディション）は、2007年3月21日に発売された『NIAGARA CM SPECIAL Vol.1』のリイシュー・アルバム。

## 解説
1977年にリリースされた『NIAGARA CM SPECIAL Vol.1』から30周年を記念して発売された『3rd Issue 30th Anniversary Edition』。オリジナル盤である『Vol.1』の再発にこだわり、『NIAGARA CM SPECIAL Vol.2』収録のほとんどの作品（1979年の永谷園「冷たく愛して」以降の全作品）は未収録となっている。しかし、これまで未発表だったデモテープや初CD化のミックスなどが数多く収録された。その理由を大滝詠一は「ティアックの3310（テープ・レコーダー）の4チャンネルで録ったテープが出てきて。ティアックが壊れていたんだけど、いつも散歩しに行く公園があって、そこの横にティアックがあった。そこに持っていって直してもらって。それが功を奏しました。突然（テープが）出てきて。（デモ・ヴァージョンの<サイダー73>に）布谷（文夫）さんのか細いコーラスとか、野地（義行）のベースとか入っていました。あんな生ギターのテイクとかすっかり忘れてましたね。あったんだね。びっくりした。不思議なもので。出してくれって言ったんだなと思ったから、あるだけ全部入れました」という。
1977年リリースのコロムビア盤では、前作『GO! GO! NIAGARA』で歌詞カード未収納が問題になったことを受け“歌詞かあど”と大書きされたライナーノートを含む、オリジナルカード2種を復刻添付。

## 収録曲
⟨A⟩ MONO Versions
1. Niagara CM Special Theme (MONO)*  –  (0:08)
作曲：大瀧詠一
2. サイダー73*  –  (0:27)
作詞：伊藤アキラ、作曲：多羅尾伴内
3. サイダー74*  –  (0:28)
作詞：伊藤アキラ、作曲：多羅尾伴内
4. サイダー75*  –  (0:28)
作詞：伊藤アキラ、作曲：多羅尾伴内
5. サイダー77*  –  (0:33)
作詞：伊藤アキラ、作曲：多羅尾伴内
6. アシ・アシ*  –  (0:37)
作詞：伊藤アキラ、作曲：多羅尾伴内
7. Summer Lotion*  –  (0:58)
作詞：杉山登志、作曲：多羅尾伴内
8. 若返り*（ボーカル：ザ・ブレッスン・フォー）  –  (0:32)
作詞：博報堂、作曲：多羅尾伴内
9. 丈夫な夫婦*  –  (0:29)
作詞：電通、作曲：多羅尾伴内
この曲はCMの企画もお蔵入りになっている。
10. コメッコ*（ボーカル：のこいのこ）  –  (0:40)
作詞：大阪博報堂、作曲：多羅尾伴内
11. ココナツ・コーン*  –  (0:28)
作詞：電通、作曲：多羅尾伴内
12. ジーガム (DEMO)*  –  (0:35)
作詞：村田洋子、作曲：多羅尾伴内
13. ジーガム (B・A TYBE)*  –  (1:28)
作詞：村田洋子、伊藤アキラ、作曲：多羅尾伴内
14. クリネックス・ティシュー*  –  (0:30)
作詞：屋宣博、作曲：多羅尾伴内
15. どんな顔するかな*  –  (0:26)
作詞：博報堂、作曲：多羅尾伴内
16. ムーチュ*  –  (0:28)
作詞：大瀧詠一、作曲：多羅尾伴内
『NIAGARA MOON』[注釈 4]で大滝がキング・トーンズとの共演で聴かせたアカペラ「いつも夢中」をシチズンの腕時計“コスモトロン”のCMに使いたいという話が持ち込まれ、1975年10月、CM用に大滝の一人多重コーラスでリメイクされたのが本曲[book 2]。『大瀧詠一』[注釈 5]収録曲「おもい」以来の一人多重唱。これが『GO! GO! NIAGARA』[注釈 3]で名乗りを上げる大滝の多重ヴォーカル・グループ“ジャック・トーンズ”へと発展していく[book 2]。
17. ドレッサーI*  –  (0:36)
作詞：電通、作曲：多羅尾伴内
18. ドレッサーII*  –  (0:38)
作詞：電通、作曲：多羅尾伴内
19. ドレッサーIII* （ボーカル：アン・ルイス）  –  (0:29)
作詞：電通、作曲：多羅尾伴内
Licenced by Victor Entertainment, Inc.
契約の都合上、オリジナルには演奏のみの収録だったが、本作でボーカル入りが初収録された。
20. スメランド*  –  (0:41)
作詞：電通、作曲：多羅尾伴内
21. タマゴのタンゴ*  –  (1:52)
作詞：佐々木克彦、作曲：多羅尾伴内
22. Good Day Nissui*  –  (0:55)
作詞：伊藤アキラ、作曲：多羅尾伴内
23. MG5*  –  (0:59)
作詞：東急エージェンシー、作曲：多羅尾伴内
1979年4月録音。多羅尾伴内楽團でも活躍していた村松邦男のトワンギー・ギターをフィーチャーした前半部は、童謡「むすんでひらいて」をモチーフにしたものらしい[book 2]。後半部は大滝のヴォーカルをフィーチャー。『NIAGARA CM SPECIAL Vol.1 2nd Issue』や『NIAGARA CM SPECIAL Vol.2』などにそれぞれエンディングのヴォーカルが異なるヴァージョンが収められていたが、本作では歌い回しを変えて録音された7パターンが全て収録されている[book 2]。
24. ハウス・プリン (DEMO)*  –  (0:15)
作詞：伊藤アキラ、作曲：多羅尾伴内
当初これで提出したが却下され、次トラックに収録されている大場久美子歌唱の「青空のように」のサウンドの物を新たに作った所、採用された。
25. ハウス・プリン* （ボーカル：大場久美子）  –  (0:15)
作詞：伊藤アキラ、作曲：多羅尾伴内
26. サイダー79 （サンシャイン・ガール）*  –  (0:30)
作詞・作曲：J.Riopelle - M.MacLeod - S.Roberds
（日本語詞：伊藤アキラ）
この楽曲が録音されたのは、コロムビアでの最後のアルバム『LET'S ONDO AGAIN』[注釈 6]の発売の前日、1978年11月24日。ようやく“年季奉公”が明けた大滝に、再び大森昭男が持ち込んできたのが“サイダーCM”だった。モデルはブルック・シールズ、キャッチ・フレーズは“透明ガール”。作詞は伊藤アキラ。ところが三年間の“ノベルティー生活”は、そう簡単にポップス・マインドに戻してくれなかった。サウンドの方向性は決まっていたがそれをオリジナル作品にまで持っていけなかった。そうこうしているうちに録音日が迫ってきたため“折衷案”として、まずはその方向性を示すデモを作ることになった。大滝のCMソング・キャリアにおいては初のカバー作品。曲はパレードの「サンシャイン・ガール」。そこに“透明ガール”と当てはめたのだった。久々のポップス・レコーディングは楽しいもので、これからの自分のサウンドの方向性を見えたという。しかし、肝心のブルック・シールズは来日せず、“透明ガール”は企画・サウンドごとオクラ入りとなり、新たな楽曲へのトライも消えてしまった[book 3]。この事を大滝自身は本作の解説文で「結果的にこの時は“時に非ず”だったのですね」[book 3]と記している。
27. オシャレさん**  –  (0:35)
作詞：博報堂、作曲：多羅尾伴内

⟨B⟩ STEREO Versions
1. Niagara CM Special Theme (STEREO)  –  (0:08)
2. サイダー73 (vocal)  –  (0:28)
3. サイダー73 (track)  –  (0:28)
4. サイダー74 (vocal)  –  (0:29)
5. サイダー74 (track)  –  (0:30)
6. サイダー75 (vocal)  –  (0:28)
7. サイダー75 (track)  –  (0:08)
8. サイダー77 (vocal)  –  (0:30)
9. サイダー77 (track)  –  (0:30)
10. サイダー73 Long Version (track)  –  (1:37)
11. サイダー74 （ニュー・ソウル変）  –  (0:36)
12. サイダー74 （メレンゲ辺）  –  (0:27)
13. サイダー75 （Sax編）  –  (0:26)
14. サイダー77 (Oldtype stereo Mix)  –  (0:31)
15. クリネックス・ティシュー  –  (0:33)
16. ドレッサーI （ノーマル返）*  –  (0:46)
17. ドレッサーII (vocal)  –  (0:35)
18. ドレッサーII (track)  –  (0:42)
19. ドレッサーIII (track)  –  (0:29)
20. ハウス・プリン  –  (0:32)
21. オシャレさん  –  (0:36)

⟨C⟩ Rarities
1. サイダー73 (Diff. Version)*  –  (0:35)
2. サイダー73 （女性ボーカル）*  –  (0:26)
3. サイダー73 (You & Me)*  –  (0:30)
作詞：伊藤アキラ、作曲：多羅尾伴内
4. サイダー73 (C TYPE)*  –  (0:34)
5. サイダー74 (15sec)*  –  (0:18)
6. サイダー75 (15sec)*  –  (0:21)
7. サイダー77 (15sec)*  –  (0:22)
8. ドレッサーI (15sec)*  –  (0:25)
9. ドレッサーII (15sec)*  –  (0:25)
10. ココナツ・コーン (15sec)*  –  (0:14)
11. ジーガム (15sec)  –  (0:48)
12. ジーガム （ムーン・セッション）  –  (0:45)
13. ドレッサーIII (15sec)*  –  (0:14)
14. スメランド (15sec)*  –  (0:29)

⟨D⟩ Fussa Demo
1. サイダー73 (A TYPE)  –  (0:40)
冒頭、大滝の「フジカラーよりいいコマーシャルを」という声が入る。大滝は「入れようかどうしようか随分迷ったんだけど」[book 1]という。
2. サイダー73 (NO.1)  –  (0:41)
3. サイダー73 (You & Me)  –  (0:50)
4. サイダー73 (B TYPE)  –  (0:28)
作詞：伊藤アキラ、作曲：多羅尾伴内
5. サイダー74 (ON DEMO)  –  (0:23)
6. サイダー74 (FUSSA DEMO)*  –  (0:29)
7. サントリー・オールド*  –  (1:07)
作詞：吉岡治、作曲：多羅尾伴内
『NIAGARA MOON』[注釈 4]収録曲を発展させた作品[book 2]。麻雀をしたり、ラジオを聞いたりしながら夜更かしをする「楽しい夜更かし」のムードが酒のCMに向いているのではないかというスタッフからの助言を受け、サントリー・ウィスキー“オールド”用のCMソングを作り上げようとしたもの[book 2]。坂本龍一がここでナイアガラ・セッションに初参加した[book 2]。
8. スパイス・ソング**  –  (2:13)
作詞：伊藤アキラ、作曲：多羅尾伴内
1979年4月にハウス「ペッパー」のCMソング及びラッツ&スター（当時は“シャネルズ”）のデビュー用に制作されたデモ。オン・エア―用としてではなく当初からレコードで発表する企画だったのでロング・バージョンとなっている。結局これは未発表となるが2006年、ゴスペラッツのアルバム『ゴスペラッツ』に「星空のサーカス」（シングル「Tシャツに口紅」のB面曲）とのメドレーで収録された。

(*MONO / **E.STEREO)

## スタッフ
| 《Re-Mastering Data》                                |
| A/D Transfers by 中里正男 (ONKIO HAUS, Ginza)        |
| D/D Transfers by 内藤哲也 (Sony Music Studios Tokyo) |
| Mastering by 笛吹銅次 (Fussa 45 Studios, Fussa)      |
|                                                      |
| Director : 城田雅昭                                  |
|                                                      |
| Producer : 大瀧詠一 (The Niagara Enterprises)        |

## リリース履歴
| #  | 発売日        | リリース                                    | 規格                   | 品番                        | 備考 |
| -- | ------------- | ------------------------------------------- | ---------------------- | --------------------------- | --- |
| 1  | 1977年3月25日 | ナイアガラ ⁄ コロムビア                     | LP                     | LZ-7005-E (NGLP-509,510-CM) | - 『NIAGARA CM SPECIAL Vol.1』 - ライナーに多羅尾伴内の解説付き。また、歌詞かあども付いている。 |
| 2  | 1981年4月1日  | ナイアガラ ⁄ CBSソニー                      | LP                     | 23AH 1244 (NGLP-509,510-CM) | - 『NIAGARA CM SPECIAL Vol.1 2nd Issue』 - イエロー・レーベルに変更。25cm盤になり、解説と歌詞かあどが省略される。また、新曲追加、差し替えなどがあり、“2nd Issue”となる。                                                       |
| 3  | 1981年4月1日  | ナイアガラ ⁄ CBSソニー                      | CT                     | 23KH 964                    | 『NIAGARA CM SPECIAL Vol.1 2nd Issue』 |
| 4  | 1981年12月2日 | ナイアガラ ⁄ CBSソニー                      | LP                     | 00AH 1385 (NGLP-509,510-CM) | - 『NIAGARA CM SPECIAL Vol.1 2nd Issue』 - 『NIAGARA VOX』(9LP:00AH 1381~9)の中の一枚。 |
| 5  | 1982年10月1日 | ナイアガラ ⁄ CBSソニー                      | - LP - CT              | 15AH 1515 (NGLP-537,538-CM) | - 『NIAGARA CM SPECIAL Vol.2』 - 30センチ45回転盤。 |
| 6  | 1982年10月1日 | ナイアガラ ⁄ CBSソニー                      | CT                     | 15KH 1217                   | 『NIAGARA CM SPECIAL Vol.2』 |
| 7  | 1983年11月1日 | ナイアガラ ⁄ CBSソニー                      | CD                     | 35DH 28 (NGCD-10-CM)        | - 『NIAGARA CM SPECIAL Special Issue』 - CD用に『Vol.1』『Vol.2』を再編集したもの。「Cider'83」が加えられたほか、ヴァージョン違いに差しかわっている曲がある。初回盤にはアーティスト番号なし。                                  |
| 8  | 1986年6月1日  | ナイアガラ ⁄ CBSソニー                      | CD                     | 00DH 408 (NGCD-15-CM)       | - 『NIAGARA CM SPECIAL Vol.1 2nd Issue』 - 『NIAGARA CD BOOK I』(8CD:00DH 401~8)の中の一枚。23AH 1244のCD化。単独発売なし。 |
| 9  | 1995年3月24日 | ナイアガラ ⁄ ソニー                         | CD                     | SRCL 3215 (NGCD-0-OM)       | - 『NIAGARA CM SPECIAL』 - タイトル変更。ジャケットが『Vol.1』と同じになる。大滝詠一による新ライナーが入る。『Special Issue』とは曲順、収録内容が多少異なる。レーベルが赤になり、“SPECIAL EDITION”の外袋ステッカーが貼られる。 |
| 10 | 2007年3月21日 | ナイアガラ ⁄ ソニー                         | CD                     | SRCL 5007                   | - 『NIAGARA CM SPECIAL Vol.1 3rd Issue 30th Anniversary Edition』 - タイトル変更。笛吹銅次による2007年リマスター音源。“Rarities”14曲、“Fussa Demo”8曲を含む70曲収録。                                                          |
| 11 | 2011年3月21日 | ナイアガラ ⁄ ソニー                         | CD                     | SRCL 7504                   | - 『NIAGARA CM SPECIAL Vol.1』 - 『NIAGARA CD BOOK I』(12CD:SRCL 7500~11)の中の一枚、新規リマスター音源。 |
| 12 | 2014年3月19日 | ナイアガラ ⁄ ソニー                         | デジタル・ダウンロード | –                           | - 『NIAGARA CM SPECIAL Vol.1』 - 通常音質（全34曲：AAC 128/320kbps） |
| 13 | 2015年3月21日 | ナイアガラ ⁄ ソニー・ミュージックレーベルズ | CD                     | SRCL 8704                   | - 『NIAGARA CM SPECIAL Vol.2』 - 『NIAGARA CD BOOK II』(12CD:SRCL 8700~11)の中の一枚、アナログ盤の内容をリイシュー。初CD化。                                                                                                   |